# 輪唱 (大衆音楽)
輪唱 (りんしょう）は合唱に参加する人たちを2つ以上のグループに分け、それぞれのグループを多少ずらして同じ（または多少違う）旋律と歌詞を歌わせ、ハーモニーを楽しむもの。特に学校で、あるいは子供たちの集まりで盛んに歌われる。

## 日本で歌われる輪唱の例
- 日本語（訳詞も含む）
  - かえるの合唱（ドイツ民謡）
  - 静かな湖畔の森の影から
  - もみじ
  - 森のくまさん（アメリカ民謡）
  - ぽかぽかてくてく
- 英語
  - Row, Row, Row Your Boat
- フランス語
  - Frère Jacques
- ラテン語
  - Dona nobis pacem（平和を与え給え）[2]